# Abergavenny (Schiff)
Die Abergavenny, auch HMS Abergavenny, war ursprünglich ein Ostindienfahrer der britischen Ostindien-Kompanie der 1795 durch die britische Marine erworben wurde und als Linienschiff bis 1807 in Dienst stand.

## Geschichte
Die spätere Abergavenny wurde am 5. Dezember 1787 bestellt. Das Schiff wurde am 8. März 1788 unter der Bauaufsicht des Schiffbauer Joseph Graham auf einer Werft in Harwich auf Kiel gelegt. Der Stapellauf erfolgte am 24. August 1789 mit dem Namen Earl of Abergavenny. Benannt wurde es nach der britischen Adelsfamilie dieses Namens.
Das Schiff machte unter dem Kommando von John Wordsworth senior, dem Onkel William Wordsworths, 1790 ihre erste Fahrt. Das Schiff verließ Portsmouth am 30. Januar 1790, fuhr über Bombay und Penang nach Whampoa. Am 17. August 1791 kehrte sie nach England zurück. Mit einem Letter of marquee (deutsch: Kaperbrief) ausgestattet, wurde das Schiff bewaffnet und verließ Portsmouth unter John Wordsworth senior erneut am 22. Mai 1793, um über Manila nach Whampoa zu segeln. Am 7. September 1794 war sie zurück in England.
Am 9. März 1795 wurde die Earl of Abergavenny durch die britische Marine erworben, in Abergavenny umbenannt und in Dienst gestellt. Namensgeber ist die Stadt Abergavenny in Wales.
Die Abergavenny fuhr unter dem Kommando von Captain Edward Tyrell Smith von Portsmouth nach Cork und transportierte Truppen nach Jamaika. Von 1796 bis 1807 war das Schiff unter verschiedenen Kommandanten in Port Royal auf Jamaika stationiert. Die Abergavenny brachte zusammen mit ihr zugeordneten Hilfsschiffen zwischen dem November 1798 und dem Juli 1799 dreizehn Schiffe auf. Auch in der nachfolgenden Zeit wurden noch mehrere Schiffe unter ihrer Verantwortung aufgebracht.
1807 wurde die Abergavenny außer Dienst gestellt und abgewrackt.